# Atopsyche erigia
Atopsyche erigia is een schietmot uit de familie Hydrobiosidae. De soort komt voor in het Neotropisch en het Nearctisch gebied.